# MechWarrior 3
MechWarrior 3 è un videogioco pubblicato da MicroProse, il 31 maggio del 1999. Si tratta di una simulazione di pilotaggio di mech (con visuale in prima o in terza persona) ricavata dal gioco da tavolo BattleTech, originariamente diffuso dall'editore FASA.
Il comparto musicale è stato curato dal sound designer Jim Lively.

## Trama
L'ambientazione generale è quella di BattleTech, dove l'umanità ha colonizzato una larga porzione di Via Lattea, poi suddivisa in Stati interstellari controllati da dinastie nobiliari guerrafondaie. In conseguenza di ciò, la galassia è divenuta teatro di ostilità interminabili. I mech detti BattleMech, macchine imponenti e avanzate, in genere antropomorfe, condotte da un'élite di piloti chiamati MechWarrior, sono determinanti sui campi di battaglia. 
Nel 3050 i regni dovettero fronteggiare una grave minaccia esterna: il ritorno ostile dei discendenti dei soldati regolari appartenenti alla Forza di Difesa della Lega Stellare, sopraggiunti, in una forma politico-militare nuova (i Clan), per la conquista e la ricostituzione forzosa della Lega Stellare.
Nell'anno 3058, dopo la rottura di una tregua da parte degli invasori, i leader della Inner Sphere decisero di rifondare la Lega Stellare (a 278 anni dall'epilogo) con il proposito di sferrare un colpo decisivo nelle Guerre dei Clan.
Dopo aver dimostrato il suo valore nel fronteggiare la minaccia dell'invasione, pur avendo subito drammatiche perdite, la Brigata del Cavalleggeri Eridani è il primo corpo d'élite ad essere accorpato alla nuova Forza di Difesa della Lega Stellare.
È il 3060 e l'Operazione Bulldog, il piano per sgominare il clan più ostile e feroce (quello degli Smoke Jaguar), è stato quasi portato a termine con successo. Resta un ultimo obiettivo da conseguire: fare tabula rasa delle loro forze superstiti. Nello specifico, tale intervento militare su scala ridotta (denominato Operazione Damocles) prevede anche la distruzione delle installazioni chiave degli Smoke Jaguar sul pianeta Tranquil (centro di comando del clan) e l'eliminazione di Brendon Corbett, comandante dell'esercito Smoke Jaguar.
Il tenente Connor Sinclair è il leader di uno dei tre commando appartenenti al Cavalleggeri Eridani, al quale viene affidata l'esecuzione di Damocles.

Sennonché, a motivo di un grave errore di intelligence, prima della discesa sul pianeta Tranquil, le difese orbitali entrano in funzione e due delle tre Navi da Sbarco vengono abbattute. Atterrato fortunosamente in un lago, Connor cerca di ricongiungersi ai sopravvissuti del commando.
Una volta raggiunti i propri compagni, l'unità di BattleMech infligge uno dopo l'altro sconfitte al clan (eliminando truppe, strutture e fabbriche di mech), fino ad arrivare alla capitale di Tranquil: la città di Durghan. Qui, il tenente Sinclair e la sua unità devono raggiungere lo spazioporto locale per lasciare il pianeta, combattendo e uccidendo il colonnello Smoke Jaguar Ratache Osis, che li insegue. Ma in quel frangente è lo stesso comandante Brendon Corbett a sfidare il "commando Damocles". Quest'ultimo prevale, anche se è costretto ad abbandonare la propria dotazione di BattleMech prima di concludere l'operazione ed uscire dall'orbita di Tranquil.

## Modalità di gioco

### Singleplayer
(Introduzione di MechWarrior 3.)
La trama del gioco si dipana attraverso una campagna di 20 missioni.
Il giocatore può personalizzare la configurazione di ciascun BattleMech della propria unità (tipo di corazza da impiegare, assegnazione di diverse tipologie di armi e munizioni, ecc). Parti aggiuntive, armi e munizionamento vengono acquisite dalle forniture catturate e dai BattleMech avversari recuperati.
È possibile controllare fino a tre compagni di squadra, con la possibilità d'impartire ordini basilari, come l'effettuare un attacco, il raggiungere specifiche posizioni sulla mappa di gioco o il tornare ad un campo mobile (chiamato MFBS, ovvero, Mobile Field Bases) per effettuare riparazioni: in particolare, gli MFBS viaggiano con il giocatore per ogni singola missione, avanzando laddove richiesto e trasportando, inoltre, forniture (seppur entro certi limiti di peso).

### Multiplayer
Le modalità multiplayer presenti in MechWarrior 3 sono due: Free for All e Team Play.

## MechWarrior 3: Gold Edition
MechWarrior 3: Gold Edition, è una compilation uscita il 26 marzo del 2002 che include il videogioco MechWarrior 3 e la relativa espansione MechWarrior 3: Pirate's Moon.